# Nicola Dalmonte
Nicola Dalmonte (Ravenna, 13 settembre 1997) è un calciatore italiano, attaccante o centrocampista del Trento.

## Caratteristiche tecniche
Ala brevilinea, dal fisico minuto ma con grande resistenza atletica, abile tecnicamente e con una forte personalità, può essere impiegato anche come seconda punta. Il suo ex allenatore Giuseppe Angelini lo ha paragonato a Emanuele Giaccherini.

## Carriera

### Club

#### Cesena
Cresciuto nel settore giovanile del Cesena, ha esordito in prima squadra il 26 aprile 2015, nella partita di campionato persa per 3-1 contro il Genoa, sostituendo al 60º minuto Franco Brienza. Ha segnato la prima rete in carriera il 24 aprile 2016, nella sconfitta per 2-1 contro il Trapani.
Il 3 maggio viene riscontrata la sua positività al clostebol, un anabolizzante presente in molte pomate, in seguito al test antidoping effettuato dopo il match del 15 aprile perso per 1-0 contro il Pescara, in cui Dalmonte era rimasto in panchina. Il 14 dicembre viene condannato a 14 mesi di squalifica, restando così fermo fino al 20 settembre 2017.

#### Genoa e prestiti a Lugano e Trapani
Rimasto svincolato dopo il fallimento dei romagnoli, si aggrega al Genoa, che nelle settimane successive lo tessera ufficialmente. Il 2 settembre 2018 debutta con i liguri, in occasione della sconfitta esterna per 5-3 contro il Sassuolo.
Nel luglio 2019 viene ceduto in prestito agli svizzeri del Lugano. Fa il proprio debutto con gli elvetici l'11 agosto successivo, in una sconfitta casalinga contro il Sion. il 1º settembre mette a segno la sua prima rete, in una sconfitta 2-1 in casa del Basilea. In 6 mesi di permanenza colleziona un totale di 16 presenze.
Il 13 gennaio 2020, dopo soli 6 mesi termina il prestito in Svizzera trasferendosi (sempre in prestito) in Serie B al Trapani. Debutta con gli amaranto cinque giorni dopo il suo arrivo, in un match vinto per 3-1 contro l'Ascoli. Il 29 giugno segna la sua prima rete, in occasione di una gara contro il Cosenza. In 6 mesi di permanenza al club siciliano colleziona 17 presenze mettendo a segno 3 reti, facendo ritorno al Genoa a partire da luglio dato il mancato riscatto.

#### Vicenza e SPAL
L'8 settembre 2020 viene ceduto in prestito al Vicenza, riunendosi così con l'allenatore Domenico Di Carlo, che l'aveva fatto esordire da professionista a Cesena. Debutta ufficialmente con i biancorossi il 26 settembre successivo, in un match esterno contro il Venezia. Quattro giorni dopo sigla anche il proprio debutto in Coppa Italia, in occasione di una gara contro la Pro Patria valida per il secondo turno preliminare. Il 24 ottobre segna la sua prima rete con il club, in una gara persa per 3-2 in casa della SPAL. Il 17 giugno 2021 viene riscattato dal club veneto, con cui firma un triennale. Complessivamente, in tre stagioni disputa 97 gare mettendo a segno 16 reti.
Il 31 agosto 2023 viene ceduto in prestito alla SPAL. Esordisce con gli spallini il successivo 15 settembre, nel match casalingo perso contro il Perugia. Nel mese di ottobre, il giocatore subisce una lesione distrattiva del soleo della gamba sinistra, infortunio che lo terrà fuori dai giochi per quasi due mesi. Il 4 febbraio 2024 sigla la sua prima rete con il club ferrarese, in una gara contro la Lucchese. Chiude l'annata con 23 presenze e 5 reti.

#### Salernitana, Catania e Trento
Il 22 luglio 2024 firma un contratto biennale con la Salernitana, in Serie B. Per via di un infortunio alla coscia destra, il giocatore si ritroverà a debuttare in granata solo a metà settembre, in un match contro il Pisa. Tuttavia, con i granata il giocatore trova poco spazio, racimolando un totale di 4 presenze nell'arco dei primi 6 mesi della stagione.
Il 28 gennaio 2025 passa in prestito fino al termine della stagione al Catania, facendo così ritorno in Serie C. Il 6 agosto seguente viene ceduto a titolo definitivo al Trento, con cui firma un biennale.

### Nazionale
Ha giocato nelle nazionali giovanili Under-17, Under-18, Under-19 ed Under-20.

## Statistiche

### Presenze e reti nei club
Statistiche aggiornate al 13 maggio 2025.
| Stagione        | Squadra         | Campionato      | Campionato | Campionato | Coppe nazionali | Coppe nazionali | Coppe nazionali | Coppe continentali | Coppe continentali | Coppe continentali | Altre coppe | Altre coppe | Altre coppe | Totale | Totale |
| Stagione        | Squadra         | Comp            | Pres       | Reti       | Comp            | Pres            | Reti            | Comp               | Pres               | Reti               | Comp        | Pres        | Reti        | Pres   | Reti   |
| --------------- | --------------- | --------------- | ---------- | ---------- | --------------- | --------------- | --------------- | ------------------ | ------------------ | ------------------ | ----------- | ----------- | ----------- | ------ | ------ |
| 2014-2015       | Cesena          | A               | 4          | 0          | CI              | 0               | 0               | -                  | -                  | -                  | -           | -           | -           | 4      | 0      |
| 2015-2016       | Cesena          | B               | 4          | 1          | CI              | 1               | 0               | -                  | -                  | -                  | -           | -           | -           | 5      | 1      |
| 2016-2017       | Cesena          | B               | 8          | 1          | CI              | 0               | 0               | -                  | -                  | -                  | -           | -           | -           | 8      | 1      |
| 2017-2018       | Cesena          | B               | 30         | 3          | CI              | 0               | 0               | -                  | -                  | -                  | -           | -           | -           | 30     | 3      |
| Totale Cesena   | Totale Cesena   | Totale Cesena   | 46         | 5          |                 | 1               | 0               |                    | -                  | -                  |             | -           | -           | 47     | 5      |
| 2018-2019       | Genoa           | A               | 3          | 0          | CI              | 0               | 0               | -                  | -                  | -                  | -           | -           | -           | 3      | 0      |
| 2019-2020       | Lugano          | SL              | 10         | 1          | CS              | 2               | 0               | UEL                | 4                  | 0                  | -           | -           | -           | 16     | 1      |
| gen.-giu. 2020  | Trapani         | B               | 17         | 3          | CI              | -               | -               | -                  | -                  | -                  | -           | -           | -           | 17     | 3      |
| 2020-2021       | Vicenza         | B               | 19         | 4          | CI              | 1               | 0               | -                  | -                  | -                  | -           | -           | -           | 20     | 4      |
| 2021-2022       | Vicenza         | B               | 34+2       | 2          | CI              | 1               | 1               | -                  | -                  | -                  | -           | -           | -           | 37     | 3      |
| 2022-2023       | Vicenza         | C               | 33+4       | 8+1        | CI-C            | 3               | 0               | -                  | -                  | -                  | -           | -           | -           | 40     | 9      |
| Totale Vicenza  | Totale Vicenza  | Totale Vicenza  | 86+6       | 14+1       |                 | 5               | 1               |                    | -                  | -                  |             | -           | -           | 97     | 16     |
| 2023-2024       | SPAL            | C               | 23         | 5          | CI-C            | 0               | 0               | -                  | -                  | -                  | -           | -           | -           | 23     | 5      |
| 2024-gen. 2025  | Salernitana     | B               | 4          | 0          | CI              | 1               | 0               | -                  | -                  | -                  | -           | -           | -           | 5      | 0      |
| gen.-giu. 2025  | Catania         | C               | 5+4        | 0          | CI+CI-C         | -               | -               | -                  | -                  | -                  | -           | -           | -           | 9      | 0      |
| Totale carriera | Totale carriera | Totale carriera | 157+10     | 28+1       |                 | 9               | 1               |                    | 4                  | 0                  |             | -           | -           | 180    | 30     |

## Palmarès

### Club

#### Competizioni nazionali
- Coppa Italia Serie C: 1

L.R. Vicenza: 2022-2023